# خرطيط الزيتون
خِرطيط الزيتون أو قَوْبَعَة الزيتون عثة مؤذية صغيرة القد من فصيلة عثيات ماسية الظهر الموجودة في أوروبا.

## وصف
بسطة جناحيها يراوح من ١١ إلى ١٥ ملم.
اليرقات هي آفة للزيتون. تشمل النباتات الغذائية المسجلة الأخرى الزرود والياسمين والتمرحنة. يحفرون أوراق نباتهم المضيف الذي يتكون في البداية من ممر علوي قصير ضيق.

## النطاق
توجد هذ العثة في جنوب أوروبا (منطقة البحر الأبيض المتوسط) وشمال أفريقيا. وعثر عليها لأول مرة في بريطانيا العظمى في مركز الحدائق في سري في عام 2009 ومنذ ذلك الحين تم العثور عليها في مصيدة ضوئية في كنت.

## معرض الصور

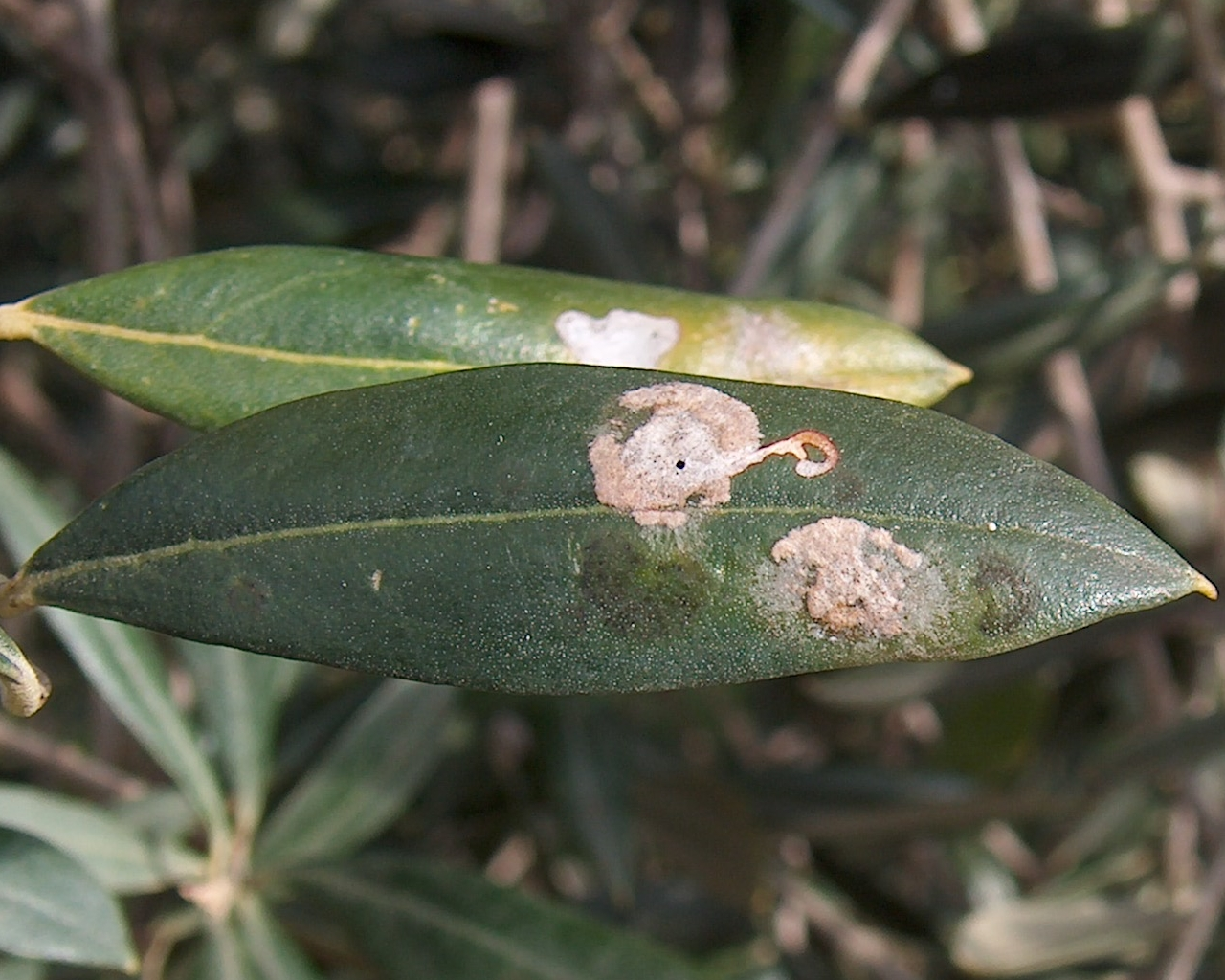
حفرات قوبعة الزيتون في الأوراق
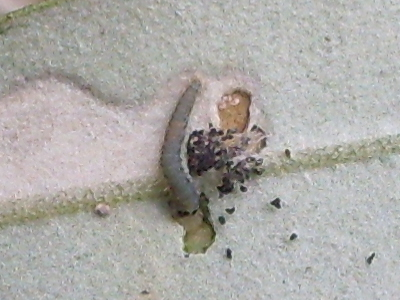
يرقة
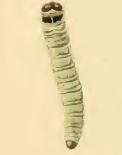
يرقة صغيرة
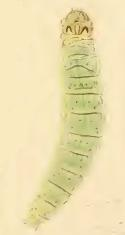
يرقة أنضج
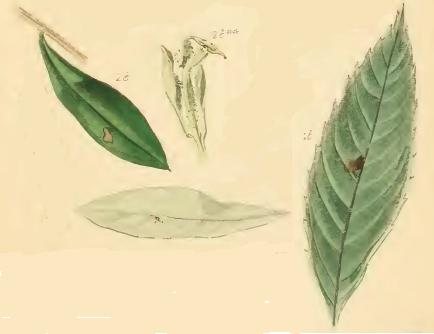
أوراق الزيتون المحفورة من اليرقة الصغيرة؛ فسائل الزيتون التي تأكلها اليرقة الناضجة